# Catostomus snyderi
Catostomus snyderi är en fiskart som beskrevs av Gilbert, 1898. Catostomus snyderi ingår i släktet Catostomus och familjen Catostomidae. IUCN kategoriserar arten globalt som nära hotad. Inga underarter finns listade i Catalogue of Life.